# امرائوت
امرائوت (به لاتین: Amraut) یک منطقهٔ مسکونی در نپال است که در Lumbini Zone واقع شده‌است.

## خصوصیات
امرائوت ۴٬۷۱۰ نفر جمعیت دارد.